# Scirtophaca evoluta
Scirtophaca evoluta är en insektsart som beskrevs av Alexander Fyodorovich Emeljanov 1972. Scirtophaca evoluta ingår i släktet Scirtophaca och familjen Dictyopharidae. Inga underarter finns listade i Catalogue of Life.